# オンジェ
オンジェ (満文：ᠣᠨᠵᡝ, 転写：onje, 漢文：娥恩哲)は、アイシン･ギョロ氏女真族。ヌルハチの弟シュルハチの娘。
万暦26年1598にウラ第四代国主ベイレブジャンタイに降嫁した実姉のエシタイ (額實泰esitai)に続いて、万暦31年1603正月に第二夫人として降嫁した。ブジャンタイは第一夫人エシタイを迎えた後、蒙古ホルチン部主ベイレの明安ミンガンに結納品を贈り、その娘を第二夫人にもらう話をつけていたが、食言したミンガンが結納品をもち逃げした為、ブジャンタイに泣きつかれたヌルハチは、第二夫人としてオンジェを与えた。ブジャンタイはこのとき、毎年必ず公主二人を連れて里帰りすることを約束した。
しかしブジャンタイとヌルハチとの関係はその後急激に冷え、李氏朝鮮領内の烏碣岩 (万暦351607)、ウラ領内の宜罕山イハン･アリン (万暦361608) の二度にわたり双方の派遣軍が鉾を交えた。両戦ともヌルハチに敗れたブジャンタイは媾和を申し入れ、万暦401612には第三夫人としてヌルハチの第四女ムクシ (穆庫什muksi)を迎え入れた。
しかしブジャンタイには、ミンガンの娘に求婚したより前にもう一人求婚していた娘がいた。後に明朝側から「北關老女」と呼ばれたその娘はイェヘ西城主ブジャイの娘で、父ブジャイ亡後、兄ブヤングが関係改善を図ってヌルハチに婚姻を許していたが、従叔父で東城主のナリムブルがヌルハチとの関係を悪化させたために、婚約は破談にされてしまっていた。ブジャンタイはこれを潮に再び触手を伸ばし始め、ヌルハチ所領を掠奪した挙句、オンジェにむかって骲箭 (鏑矢) を引いた。怒髪天を衝いたヌルハチは親ら軍を率い、ウラ居城周辺の城塞をことごとく陥落させて焼き払った (→烏拉河ウラ･ビラの戦)。

## 脚註

### 典拠
1. 1 2  “癸卯1603歲段62”. 滿洲實錄. 3
2. ↑  “戊戌歲159812月1日段345”. 太祖高皇帝實錄. 2
3. ↑  “戊戌歲15981月段54”. 滿洲實錄. 2
4. 1 2  “癸卯歲16031月1日段362”. 太祖高皇帝實錄. 3
5. ↑  “戊申歲16083月段72”. 滿洲實錄. 3
6. ↑  “戊申歲16089月1日段381”. 太祖高皇帝實錄. 3
7. ↑  “萬曆43年7月28日段70951”. 神宗顯皇帝實錄. 534
8. ↑  “壬子1612歲段81”. 滿洲實錄. 3

## 文献

### 清實錄
- 覚羅氏勒德洪『太祖高皇帝實錄』崇徳元年1636 (漢)
- 編者不詳『滿洲實錄』乾隆46年1781 (漢) 
  - 『ᠮᠠᠨᠵᡠ ᡳ ᠶᠠᡵᡤᡳᠶᠠᠨ ᡴᠣᠣᠯᡳmanju i yargiyan kooli』乾隆46年1781 (満) ＊今西春秋版